# Mégacles (século VII a.C.)
Mégacles foi um arconte de Atenas durante a época que Cilón tentou se tornar tirano. Cilón havia vencido a corrida dupla na 35a olimpíada (640 a.C.), e sua tentativa de obter a tirania ocorreu algum tempo depois.
Após Cilón e seus aliados terem sido derrotados, eles se refugiaram, como suplicantes, no tempo de Atena. Mégacles convenceu-os a descerem e se submeterem a julgamento; eles então ligaram um fio  à imagem da deusa e, o segurando, desceram. Porém, quando os conspiradores chegaram ao tempo das Erínias, o fio se rompeu sozinho; Mégacles e os demais arcontes interpretaram como se a deusa tivesse tirado deles o direito de serem suplicantes, e os conspiradores foram mortos: os que estavam fora dos lugares sagrados foram apedrejados até a morte, os que estavam nos altares foram massacrados lá mesmo, e apenas os que imploraram às esposas dos arcontes sobreviveram.
Por causa disso, os arcontes foram execrados, e os sobreviventes dos seguidores de Cilón se tornaram inimigos dos descendentes de Mégacles; a disputa atingiu o máximo na época de Sólon.